# Eppe
Eppe ist ein südwestlicher und ländlich strukturierter Stadtteil von Korbach im nordhessischen Landkreis Waldeck-Frankenberg.

## Geographie
Eppe liegt auf zirka 360 m Höhe rund 2 km östlich der hessischen Grenze zu Nordrhein-Westfalen in den äußersten (nord)östlichen Ausläufern des Rothaargebirges etwa 8 km südwestlich der Kernstadt Korbach bzw. rund 6 km nordöstlich der westfälischen Stadt Medebach. Unmittelbar östlich des Orts verläuft in Nord-Süd-Richtung die Wilde Aa („Aar“). Südlich breitet sich die Medebacher Bucht aus, östlich das Waldecker Land und wenige Kilometer nördlich das Upland.

## Geschichte

### Überblick
Eppe wurde 1220 erstmals urkundlich erwähnt. Ursprünglich Hepehe und Epehe genannt, war der Ort Stammsitz des mit Reinhard von Eppe (1214–1254) erstmals bekundeten Adelsgeschlechts derer von Eppe. Ein Heinrich von Eppe (1240–1276) und sein Bruder waren Burgmannen in Warburg. 1289 war ein Herbold von Eppehe Bürgermeister der Stadt Korbach. Ein Dietrich von Eppe (1332–1374) war Amtmann zu Fürstenberg, einem heutigen Ortsteil von Lichtenfels.
Am 1. Juli 1970 wurde die bis dahin selbständige Gemeinde Eppe im Zuge der Gebietsreform in Hessen auf freiwilliger Basis in die Kreisstadt Korbach eingegliedert. Die Gemarkung von Eppe hatte eine Fläche von 10,83 km². Für Eppe, wie für alle eingegliederten ehemals eigenständigen Gemeinden von Korbach, wurden Ortsbezirke mit Ortsbeirat und Ortsvorsteher nach der Hessischen Gemeindeordnung gebildet.

### Verwaltungsgeschichte
Die folgende Liste zeigt im Überblick die Staaten und Verwaltungseinheiten, denen Eppe angehörte:
- vor 1663: Heiliges Römisches Reich, Grafschaft Waldeck, Amt Eisenberg, Freigrafschaft Düdinghausen
- ab 1663: Heiliges Römisches Reich, Grafschaft Waldeck, Amt Eisenberg
- ab 1712: Heiliges Römisches Reich, Fürstentum Waldeck, Amt Eisenberg
- ab 1806: Fürstentum Waldeck, Amt Eisenberg
- ab 1816: Fürstentum Waldeck, Oberamt des Eisenbergs
- ab 1850: Fürstentum Waldeck-Pyrmont (ab 1848), Kreis des Eisenbergs
- ab 1867: Fürstentum Waldeck-Pyrmont (Akzessionsvertrag mit Preußen), Kreis des Eisenbergs
- ab 1871: Deutsches Reich, Fürstentum Waldeck-Pyrmont, Kreis des Eisenbergs
- ab 1919: Deutsches Reich, Freistaat Waldeck, Kreis des Eisenbergs
- ab 1929: Deutsches Reich, Freistaat Preußen, Provinz Hessen-Nassau, Regierungsbezirk Kassel, Kreis des Eisenbergs
- ab 1942: Deutsches Reich, Freistaat Preußen, Provinz Hessen-Nassau, Regierungsbezirk Kassel, Landkreis Waldeck
- ab 1944: Deutsches Reich, Freistaat Preußen, Provinz Kurhessen, Landkreis Waldeck
- ab 1945: Deutsches Reich, Amerikanische Besatzungszone, Groß-Hessen, Regierungsbezirk Kassel, Landkreis Waldeck
- ab 1946: Deutsches Reich, Amerikanische Besatzungszone, Hessen, Regierungsbezirk Kassel, Landkreis Waldeck
- ab 1949: Bundesrepublik Deutschland, Hessen, Regierungsbezirk Kassel, Landkreis Waldeck
- ab 1970: Bundesrepublik Deutschland, Hessen, Regierungsbezirk Kassel, Landkreis Waldeck, Stadt Korbach
- ab 1974: Bundesrepublik Deutschland, Hessen, Regierungsbezirk Kassel, Landkreis Waldeck-Frankenberg, Stadt Korbach

### Heidenstraße
Die Heidenstraße ist eine mehr als 1000 Jahre alte Heer- und Handelsstraße durch das Aartal. Sie führte von Leipzig über Kassel, Korbach, Eppe und Medebach nach Köln und war ca. 500 km lang. Im Verlauf der Jahrhunderte wurden hier nicht nur Güter transportiert, sie wurde auch von Siedlern und Pilgern benutzt; auch die Kaiser Otto III. (1000) und Karl IV. (1349) sollen sie benutzt haben. Zudem wird sie als Zubringer zum „Jakobspfad“, einer weiteren Pilger- und Handelsstraße, angesehen. Noch heute finden sich Spuren dieser Straße.
Seit dem 1. Juni 2009 erinnert ein Gedenkstein mit Gedenktafel an die Heidenstraße. Es ist der erste Gedenkstein für die Heidenstraße im Landkreis Waldeck-Frankenberg und in Hessen.

## Bevölkerung

### Einwohnerstruktur 2011
Nach den Erhebungen des Zensus 2011 lebten am Stichtag dem 9. Mai 2011 in Eppe 627 Einwohner. Darunter waren 3 (0,5 %) Ausländer. Nach dem Lebensalter waren 123 Einwohner unter 18 Jahren, 246 zwischen 18 und 49, 141 zwischen 50 und 64 und 117 Einwohner waren älter. Die Einwohner lebten in 246 Haushalten. Davon waren 60 Singlehaushalte, 75 Paare ohne Kinder und 87 Paare mit Kindern, sowie 24 Alleinerziehende und 3 Wohngemeinschaften. In 51 Haushalten lebten ausschließlich Senioren und in 165 Haushaltungen lebten keine Senioren.

### Einwohnerentwicklung
| Quelle: Historisches Ortslexikon |                          |
| • 1541:                          | 20 Häuser                |
| • 1738:                          | 36 Häuser                |
| • 1770:                          | 44 Häuser, 357 Einwohner |

| Eppe: Einwohnerzahlen von 1770 bis 2020 | Eppe: Einwohnerzahlen von 1770 bis 2020 | Eppe: Einwohnerzahlen von 1770 bis 2020 | Eppe: Einwohnerzahlen von 1770 bis 2020 | Eppe: Einwohnerzahlen von 1770 bis 2020 |
| --- | --------------------------------------- | --------------------------------------- | --------------------------------------- | --------------------------------------- |
| Jahr |                                         |                                         |                                         | Einwohner                               |
| 1770 | 1770                                    |                                         | 357                                     | 357                                     |
| 1800 | 1800                                    |                                         | ?                                       | ?                                       |
| 1834 | 1834                                    |                                         | 391                                     | 391                                     |
| 1840 | 1840                                    |                                         | 414                                     | 414                                     |
| 1846 | 1846                                    |                                         | 407                                     | 407                                     |
| 1852 | 1852                                    |                                         | 410                                     | 410                                     |
| 1858 | 1858                                    |                                         | 420                                     | 420                                     |
| 1864 | 1864                                    |                                         | 430                                     | 430                                     |
| 1871 | 1871                                    |                                         | 378                                     | 378                                     |
| 1875 | 1875                                    |                                         | 392                                     | 392                                     |
| 1885 | 1885                                    |                                         | 383                                     | 383                                     |
| 1895 | 1895                                    |                                         | 363                                     | 363                                     |
| 1905 | 1905                                    |                                         | 357                                     | 357                                     |
| 1910 | 1910                                    |                                         | 398                                     | 398                                     |
| 1925 | 1925                                    |                                         | 426                                     | 426                                     |
| 1939 | 1939                                    |                                         | 417                                     | 417                                     |
| 1946 | 1946                                    |                                         | 508                                     | 508                                     |
| 1950 | 1950                                    |                                         | 503                                     | 503                                     |
| 1956 | 1956                                    |                                         | 521                                     | 521                                     |
| 1961 | 1961                                    |                                         | 473                                     | 473                                     |
| 1967 | 1967                                    |                                         | 546                                     | 546                                     |
| 1971 | 1971                                    |                                         | 561                                     | 561                                     |
| 1980 | 1980                                    |                                         | 639                                     | 639                                     |
| 1990 | 1990                                    |                                         | 676                                     | 676                                     |
| 1995 | 1995                                    |                                         | 735                                     | 735                                     |
| 2000 | 2000                                    |                                         | 704                                     | 704                                     |
| 2005 | 2005                                    |                                         | 681                                     | 681                                     |
| 2010 | 2010                                    |                                         | 646                                     | 646                                     |
| 2011 | 2011                                    |                                         | 627                                     | 627                                     |
| 2015 | 2015                                    |                                         | 612                                     | 612                                     |
| 2020 | 2020                                    |                                         | 592                                     | 592                                     |
| Datenquelle: Historisches Gemeindeverzeichnis für Hessen: Die Bevölkerung der Gemeinden 1834 bis 1967. Wiesbaden: Hessisches Statistisches Landesamt, 1968. Weitere Quellen: LAGIS, Stadt Korbach; Zensus 2011 |                                         |                                         |                                         |                                         |

## Religion

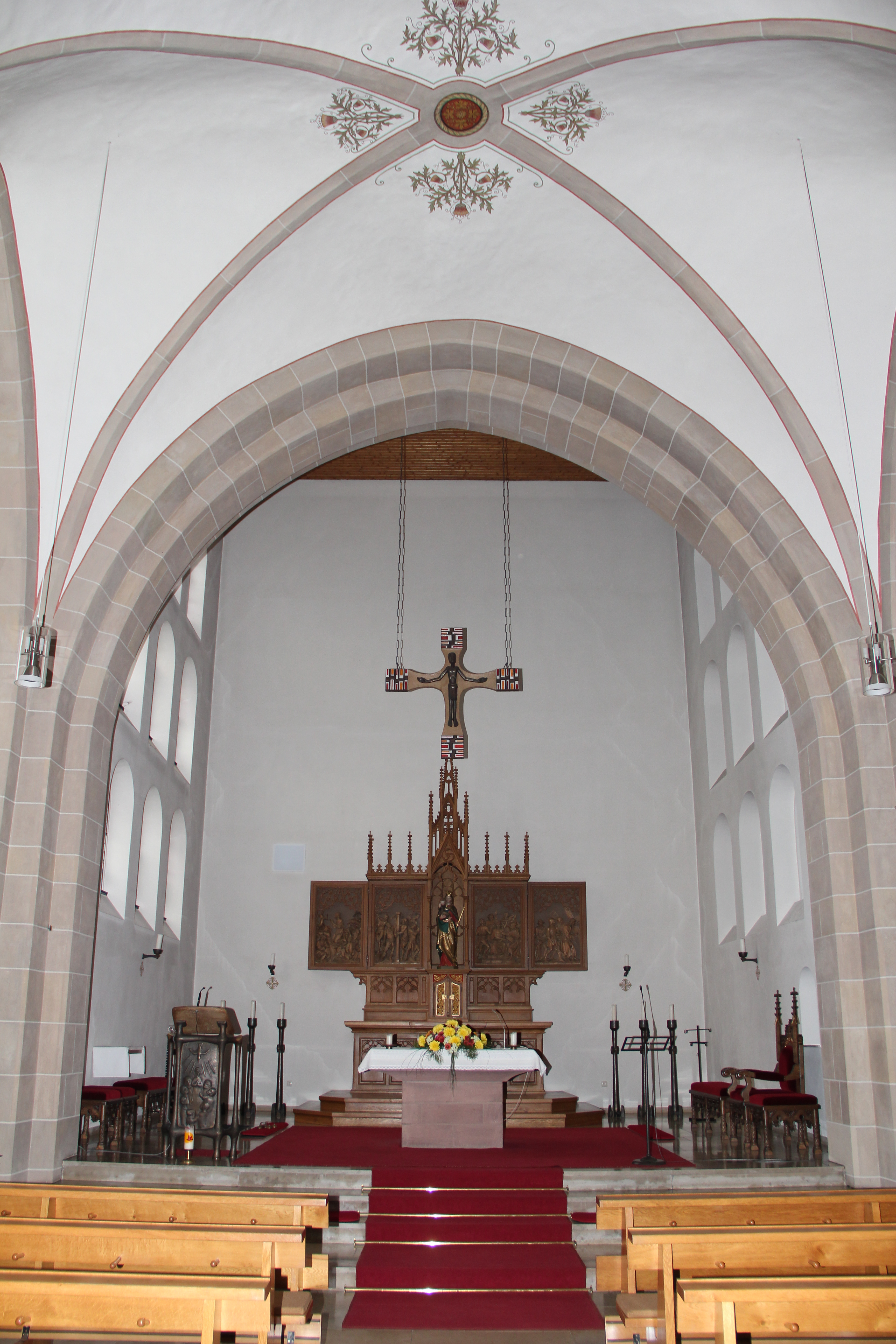
Innenansicht der Sankt-Peter-und-Paul-Kirche in Eppe

Mit der Einführung der Reformation in der Grafschaft Waldeck 1526/1529 wurde die Dorfbevölkerung protestantisch und erst im 19. Jahrhundert kamen Katholiken wieder ins Dorf. Bis zum Jahr 1865 hatte der Ort eine Simultankirche, die von beiden Konfessionen gemeinsam genutzt wurde. Diese musste wegen Baufälligkeit abgerissen werden. Die heutige evangelische Kirche wurde im Jahr 1876 erbaut. Die Kirchengemeinde gehört zum Kirchspiel Nieder-Ense.
1869 wurde für die katholische Gemeinde die Kirche St. Peter und Paul errichtet und am 4. Oktober 1870 geweiht. Damit ist sie nach der Reformation der erste Neubau einer katholischen Kirche im Waldecker Land. Zur katholischen Kirchengemeinde Eppe gehören auch die Dörfer Nieder-Schleidern und Alleringhausen. Sie ist dem Pastoralverbund Korbach im Dekanat Waldeck zugeordnet und gehört, obwohl in Nordhessen gelegen, wie das ganze Gebiet des ehemaligen Landkreises Waldeck zum westfälischen Erzbistum Paderborn.
Im Jahr 1885 waren von den 363 Einwohnern in Eppe 28 evangelisch, was 7,7 % entspricht, 335 Einwohner waren katholisch (92,3 %). 1961 wurden 53 evangelische  (11,2 %) und 420 katholische (88,8 %) Christen gezählt.

## Kultur und Infrastruktur
- In Eppe befindet sich ein Jugendheim des CVJM (Wolfhagen), in dem viele Jugendliche Freizeiten erlebt haben.
- Mehrere Vereine sind im Dorf aktiv.

## Persönlichkeiten
Der Tennisprofi Rainer Schüttler (* 1976), der am Korbacher Gymnasium, der „Alten Landesschule“, sein Abitur machte, stammt aus Eppe.